# Xavier Malisse
Xavier Malisse (* 19. červenec 1980 v Kortrijku, Belgie) je bývalý belgický profesionální tenista. Ve své kariéře vyhrál 3 turnaje ATP World Tour ve dvouhře a 9 turnajů ve čtyřhře.

## Finálové účasti na turnajích Grand Slamu (1)

### Vítězství (1)
| Rok  | Turnaj      | Partner        | Soupeři ve finále              | Výsledek |
| 2004 | French Open | Olivier Rochus | Fabrice Santoro Michaël Llodra | 7–5, 7–5 |

## Finálové účasti na turnajích ATP World Tour (16)

### Dvouhra - výhry (3)
| Legenda                                                       |
| ATP International Series Gold / ATP World Tour 500 Series (0) |
| ATP International Series / ATP World Tour 250 Series (3)      |

| Č. | Datum         | Turnaj            | Povrch | Soupeř ve finále | Výsledek      |
| 1. | 6. únor 2005  | Delray Beach, USA | tvrdý  | Jiří Novák       | 7-66, 6-2     |
| 2. | 7. leden 2007 | Čennaj, Indie     | tvrdý  | Stefan Koubek    | 6-1, 6-3      |
| 3. | 4. únor 2007  | Delray Beach, USA | tvrdý  | James Blake      | 5-7, 6-4, 6-4 |

### Dvouhra - prohry (8)
| Legenda                                                       |
| ATP International Series Gold / ATP World Tour 500 Series (1) |
| ATP International Series / ATP World Tour 250 Series (7)      |

| Č. | Datum            | Turnaj               | Povrch  | Vítěz               | Výsledek       |
| 1. | 1. listopad 1998 | Mexico City, Mexiko  | antuka  | Jiří Novák          | 6-3, 6-3       |
| 2. | 9. květen 1999   | Delray Beach, USA    | antuka  | Lleyton Hewitt      | 6-4, 6-72, 6-1 |
| 3. | 11. březen 2001  | Delray Beach, USA    | tvrdý   | Jan-Michael Gambill | 7-5, 6-4       |
| 4. | 29. duben 2001   | Atlanta, USA         | antuka  | Andy Roddick        | 6-2, 6-4       |
| 5. | 23. květen 2004  | St. Pölten, Rakousko | antuka  | Filippo Volandri    | 6-1, 6-4       |
| 6. | 10. říjen 2004   | Lyon, Francie        | koberec | Robin Söderling     | 6-2, 3-6, 6-4  |
| 7. | 8. leden 2006    | Adelaide, Austrálie  | tvrdý   | Florent Serra       | 6-3, 6-4       |
| 8. | 5. únor 2006     | Delray Beach, USA    | tvrdý   | Tommy Haas          | 6-3, 3-6, 7-65 |

### Čtyřhra - výhry (4)
| Legenda                                                  |
| Grand Slam (1)                                           |
| ATP International Series / ATP World Tour 250 Series (3) |

| Č. | 'Datum         | Turnaj               | Povrch | Partner        | Soupeři ve finále                  | Výsledek        |
| 1. | 6. červen 2004 | French Open, Francie | antuka | Olivier Rochus | Michaël Llodra Fabrice Santoro     | 7-5, 7-5        |
| 2. | 9. leden 2005  | Adelaide, Austrálie  | tvrdý  | Olivier Rochus | Simon Aspelin Todd Perry           | 7-65, 6-4       |
| 3. | 7. leden 2007  | Čennaj, Indie        | tvrdý  | Dick Norman    | Rafael Nadal Bartolome Salva-Vidal | 7-64, 7-64      |
| 4. | 4. únor 2007   | Delray Beach, USA    | tvrdý  | Hugo Armando   | James Auckland Stephen Huss        | 6-3, 6-74, 10-5 |

### Čtyřhra - prohry (1)
| Legenda                                                  |
| ATP International Series / ATP World Tour 250 Series (1) |

| Č. | Datum          | Turnaj                | Povrch | Partner       | Vítězové               | Výsledek |
| 1. | 13. leden 2008 | Auckland, Nový Zéland | antuka | Jürgen Melzer | Luis Horna Juan Mónaco | 7-5, 7-5 |

## Davisův pohár
Xavier Malisse se zúčastnil 12 zápasů v Davisově poháru  za tým Belgie s bilancí 12-5 ve dvouhře a 0-4 ve čtyřhře.

## Postavení na žebříčku ATP na konci sezóny

### Dvouhra
| Rok    | 1996 | 1997  | 1998  | 1999  | 2000  | 2001 | 2002 | 2003 | 2004 | 2005 | 2006 | 2007  | 2008  | 2009 |
| Pořadí | 815. | ▼847. | ▲161. | ▲144. | ▲127. | ▲33. | ▲25. | ▼56. | ▲47. | ▼48. | ▲37. | ▼109. | ▼162. | ▲94. |

### Čtyřhra
| Rok    | 1996 | 1997  | 1998  | 1999  | 2000 | 2001 | 2002  | 2003 | 2004 | 2005 | 2006 | 2007  | 2008  | 2009  |
| Pořadí | 881. | ▲570. | ▲452. | ▼504. | ▼x   | ▬x   | ▲394. | ▲95. | ▲39. | ▼64. | ▼83. | ▼160. | ▼166. | ▼539. |